# أيمن سعيد
أيمن سعيد هو لاعب كرة قدم مصري. كان يلعب سابقًا في نادي المريخ السوداني، ويلعب حاليًا لنادي الشرقية.

## روابط خارجية
- أيمن سعيد على موقع قاعدة بيانات كرة القدم.إي يو (الإنجليزية)